# Antoine Adelisse
Antoine Adelisse (Nantes, 10 juni 1996) is een Franse freestyleskiër. Hij vertegenwoordigde zijn vaderland op de Olympische Winterspelen 2014 in Sotsji en op de Olympische Winterspelen 2018 in Pyeongchang.

## Carrière
Adelisse maakte zijn wereldbekerdebuut in februari 2012 in Jyväskylä. In februari 2013 scoorde hij in Sankt Moritz zijn eerste wereldbekerpunten. Op de wereldkampioenschappen freestyleskiën 2013 in Voss eindigde de Fransman als vijfde op het onderdeel slopestyle. In februari 2014 behaalde Adelisse in Gstaad zijn eerste toptienklassering in een wereldbekerwedstrijd. Tijdens de Olympische Winterspelen van 2014 in Sotsji eindigde hij als 27e op het onderdeel slopestyle.
In Kreischberg nam de Fransman deel aan de wereldkampioenschappen freestyleskiën 2015. Op dit toernooi eindigde hij als 22e op het onderdeel slopestyle. In februari 2017 stond Adelisse in Voss voor de eerste maal in zijn carrière op het podium van een wereldbekerwedstrijd. Op de wereldkampioenschappen freestyleskiën 2017 in de Spaanse Sierra Nevada eindigde hij als vijfde op het onderdeel slopestyle. Tijdens de Olympische Winterspelen van 2018 in Pyeongchang eindigde de Fransman als dertigste op het onderdeel slopestyle.
In Park City nam Adelisse deel aan de wereldkampioenschappen freestyleskiën 2019. Op dit toernooi eindigde hij als 24e op het onderdeel big air en als 43e op het onderdeel slopestyle. Op 29 februari 2020 boekte hij in Deštné zijn eerste wereldbekerzege.

## Resultaten

### Olympische Winterspelen
| Jaar | Plaats      | Resultaten     |
| ---- | ----------- | -------------- |
| 2014 | Sotsji      | 27e Slopestyle |
| 2018 | Pyeongchang | 30e Slopestyle |

### Wereldkampioenschappen
| Jaar | Plaats        | Resultaten                 |
| ---- | ------------- | -------------------------- |
| 2013 | Voss          | 5e Slopestyle              |
| 2015 | Kreischberg   | 22e Slopestyle             |
| 2017 | Sierra Nevada | 5e Slopestyle              |
| 2019 | Park City     | 24e Big air 43e Slopestyle |

### Wereldbeker
Eindklasseringen
| Seizoen   | Algm | BA    | HP  | SS  |
| --------- | ---- | ----- | --- | --- |
| 2012/2013 | 191e | –     | –   | 45e |
| 2013/2014 | 154e | –     | –   | 34e |
| 2014/2015 | 105e | –     | –   | 12e |
| 2016/2017 | 40e  | 9e    | –   | 12e |
| 2017/2018 | 64e  | –     | 49e | 13e |
| 2018/2019 | 163e | –     | –   | 37e |
| 2019/2020 | 23e  | Brons | 42e | 11e |

Wereldbekerzeges
| Datum            | Plaats | Onderdeel |
| ---------------- | ------ | --------- |
| 29 februari 2020 | Deštné | Big air   |